# IKS Kronos One
IKS Kronos One is een fictief ruimteschip uit het Star Trekuniversum. De Kronos One is een K't'inga-klasse kruiser van het Klingonrijk.

## Geschiedenis
In 2293 was de IKS Kronos One het schip van kanselier Gorkon waarmee hij in de ruimte de USS Enterprise NCC-1701A ontmoette. De Enterprise zou de Kronos One naar de Aarde escorteren waar Gorkon met de Verenigde Federatie van Planeten aan vredesonderhandelingen zou beginnen. Maar nog voordat ze op weg konden gaan werd de IKS Kronos One beschoten, schijnbaar door de Enterprise. Hierbij viel het zwaartekrachtsysteem van het Klingonschip uit, waarna twee Enterprise-bemanningsleden naar de Kronos One overstraalden en de kanselier vermoordden. Uiteindelijk bleek een prototype Bird of Prey-ruimteschip verantwoordelijk voor de aanval. De aanval was een onderdeel van een Federatie-Klingon-Romulaans complot om de vredesonderhandelingen te saboteren. (Zie Star Trek VI: The Undiscovered Country)

## Trivia
In Klingon wordt Kronos One uitgesproken als Qo'noS Wa'. Het is onduidelijk of de schrijvers van The Undiscovered Country de Klingon naam in het Engels hebben vertaald.